# Asperula baldaccii
Asperula baldaccii là một loài thực vật có hoa trong họ Thiến thảo. Loài này được (Halácsy) Ehrend. mô tả khoa học đầu tiên năm 1974.